# Villa Gellertstraße 2 (Radebeul)
Die Villa Gellertstraße 2 liegt im Ursprungsstadtteil der sächsischen Stadt Radebeul. Sie wurde 1886 von den Baumeistern Gebrüder Ziller errichtet.

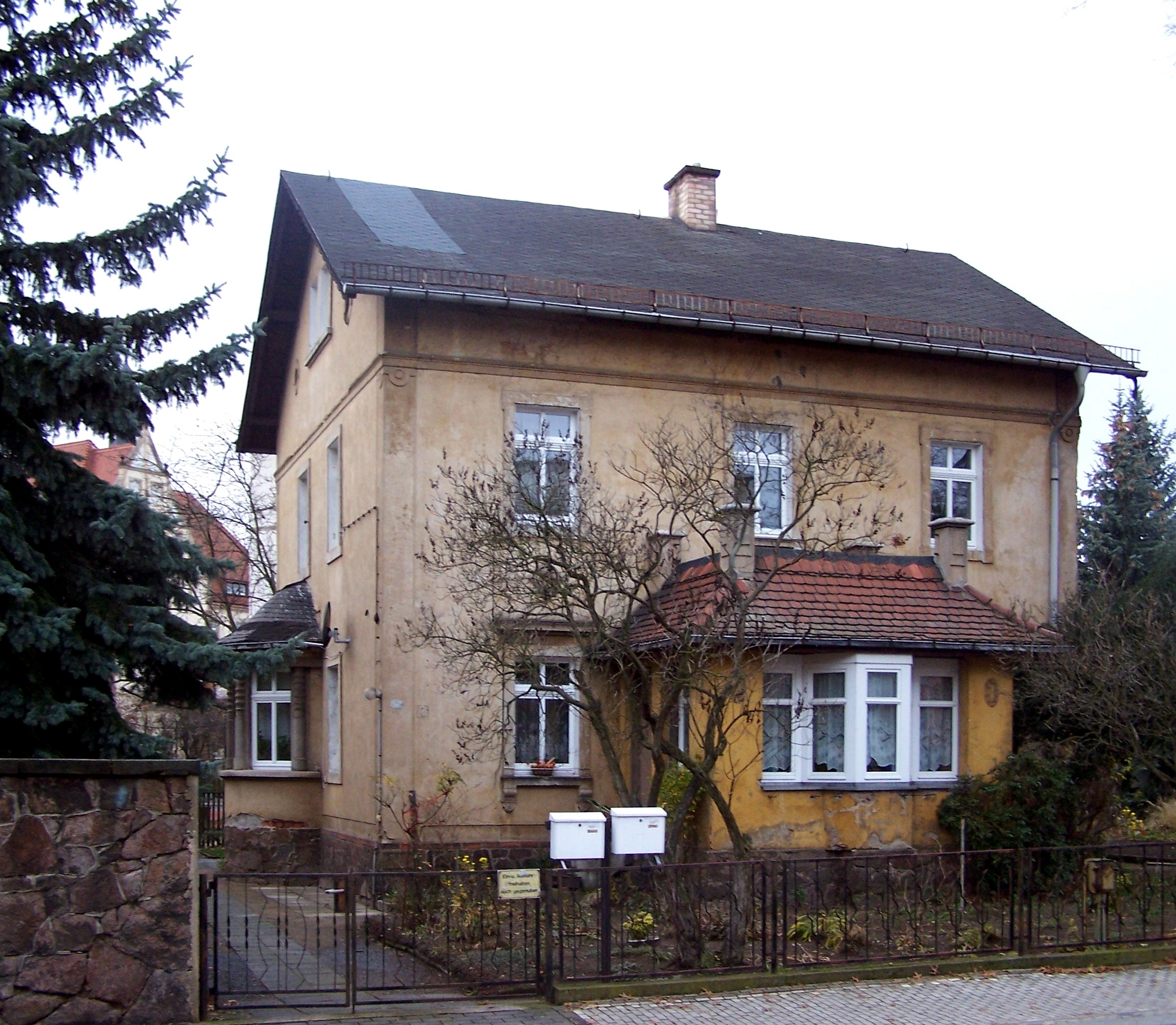
Villa Gellertstraße 2

## Beschreibung
Die zweigeschossige, unter Denkmalschutz stehende landhausartige Villa ist traufständig zur Straße ausgerichtet, dort mit drei Fensterachsen. Die Giebelseite ist zwei Fensterachsen breit. Das Wohnhaus hat einen Drempel sowie ein flaches Satteldach. Der Putzbau ist nur sparsam gegliedert.
In der Straßenansicht wurde 1910 eine massive Veranda mit Austritt obenauf angesetzt und zeitgleich in der linken Seitenansicht ein „hübscher“ halbrunder Erker. Der rückwärtige Haustürvorbau entstand 1913.